# ناحیه جندل
ناحیه جندل (به عربی: دائرة جندل) یک ناحیه در الجزایر است که در استان عین الدفلی واقع شده‌است.